# Gulpannad hackspett
Gulpannad hackspett (Melanerpes aurifrons) är en fågel i familjen hackspettar inom ordningen hackspettartade fåglar.

## Utseende
Gulpannad hackspett är en kraftig, medelstor (22–26 cm) hackspett med en lång och spetsig näbb. På huvud och kropp är den gråbrun, med ryggen tätt tvärbandad i svart och vitt. I flykten syns vit övergump kontrasterande mot helsvart stjärt. Hanen har rött på hjässan, vilket honan saknar. 

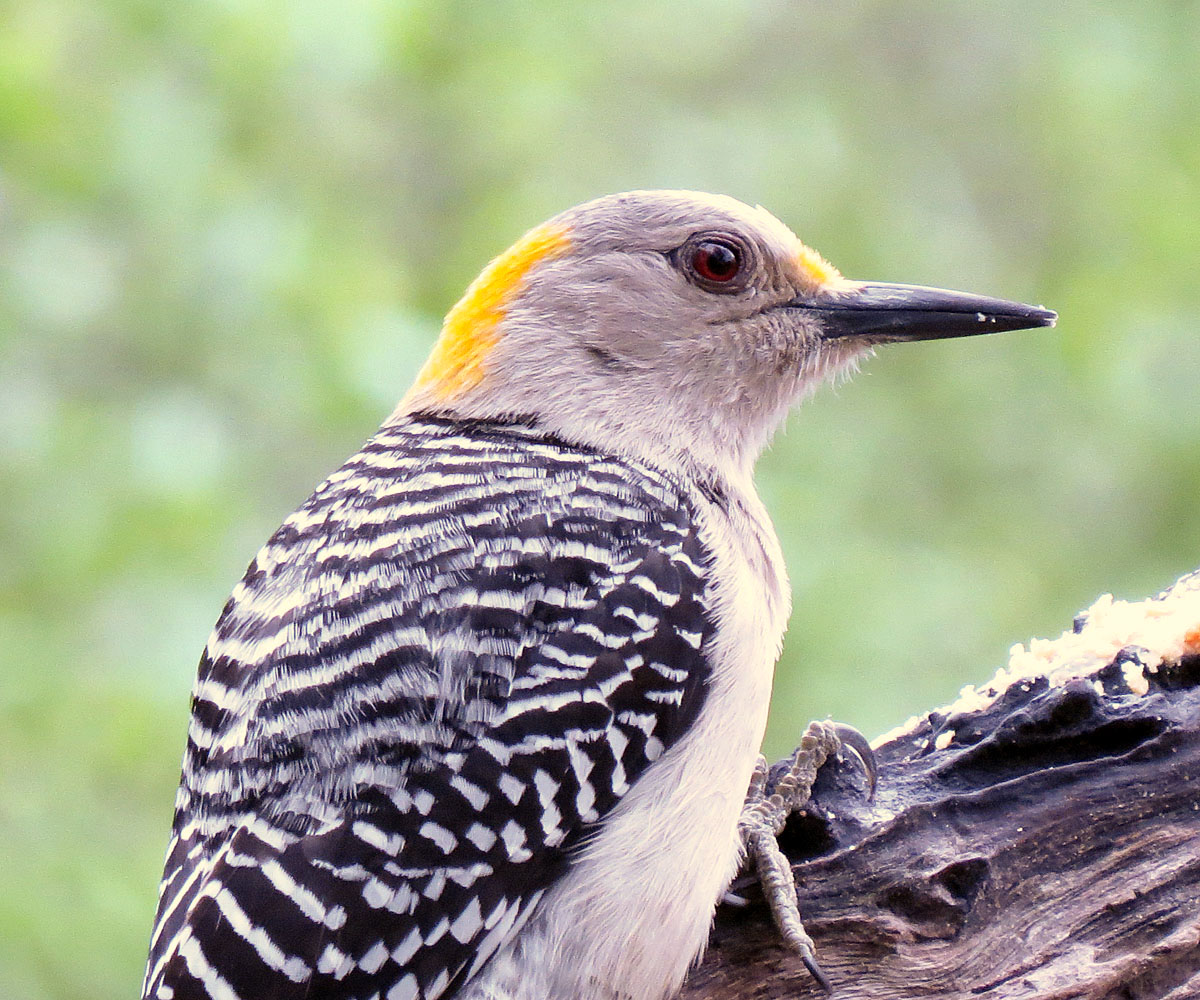
Hona.

Populationerna skiljer sig något åt i färgen på pannan, nacken och undersidan samt hur breda banden är på ryggen. Nordliga fåglar av nominatformen från Texas till centrala platån i Mexiko är gula till orangefärgade i nacken och i pannan, gula på nedre delen av buken, grå på bröstet och har relativt breda band på ryggen. De är också generellt större, med längre näbb, vingar och ben. Sydligare populationer är mer tydligt orangefärgade på pannan liksom sammanhängande på hjässan och nacken, nästan olivfärgade på bröstet och har smalare band på ryggen som ger ett mörkare intryck. Fåglar på Yucatánhalvön avviker ytterligare genom rött på panna, nacke och buk.

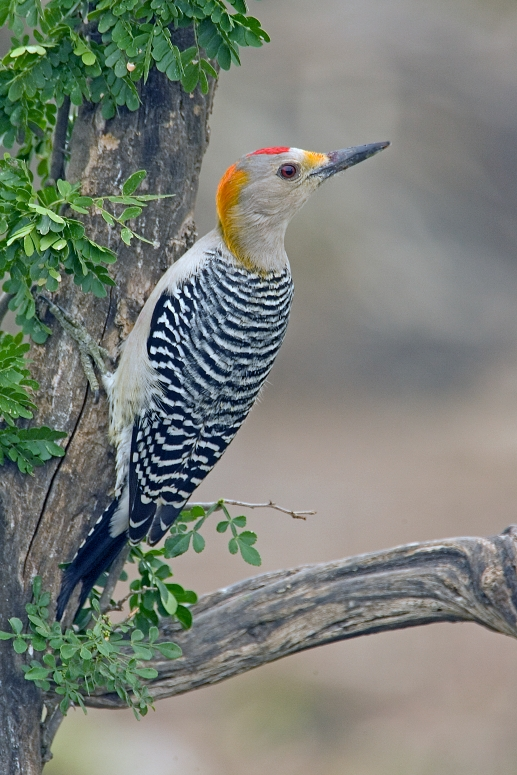
Hane av nominatformen.

## Utbredning och systematik
Gulpannad hackspett delas in i tre grupper av tolv underarter med följande utbredning:
- Melanerpes aurifrons aurifrons – låglänta områden från sydvästra Oklahoma och nordvästra Texas till södra och centrala Mexiko
- santacruzi-gruppen
  - Melanerpes aurifrons grateloupensis – östra Mexiko (från Tamaulipas och San Luis Potosí till Puebla, Veracruz)
  - Melanerpes aurifrons veraecrucis – Atlantsluttningen från östra Mexiko (Veracruz) till nordöstra Guatemala
  - Melanerpes aurifrons dubius – södra Mexiko (Yucatánhalvön) till nordöstra Guatemala och Belize
  - Melanerpes aurifrons leei – ön Cozumel (utanför östra Mexiko)
  - Melanerpes aurifrons turneffensis – Turneffeöarna (utanför Belize)
  - Melanerpes aurifrons santacruzi – sydöstra Chiapas till El Salvador, sydvästra Honduras och norra och centrala Nicaragua
  - Melanerpes aurifrons hughlandi – Guatemala (övre Río Negro och övre Motaguadalen)
  - Melanerpes aurifrons pauper – kustnära norra Honduras
  - Melanerpes aurifrons insulanus – ön Utila (utanför norra Honduras)
  - Melanerpes aurifrons canescens – öarna Roatán och Barbareta (utanför norra Honduras)
- Melanerpes aurifrons polygrammus – torra sydvästra Mexiko (sydvästra Oaxaca genom inre Chiapas)

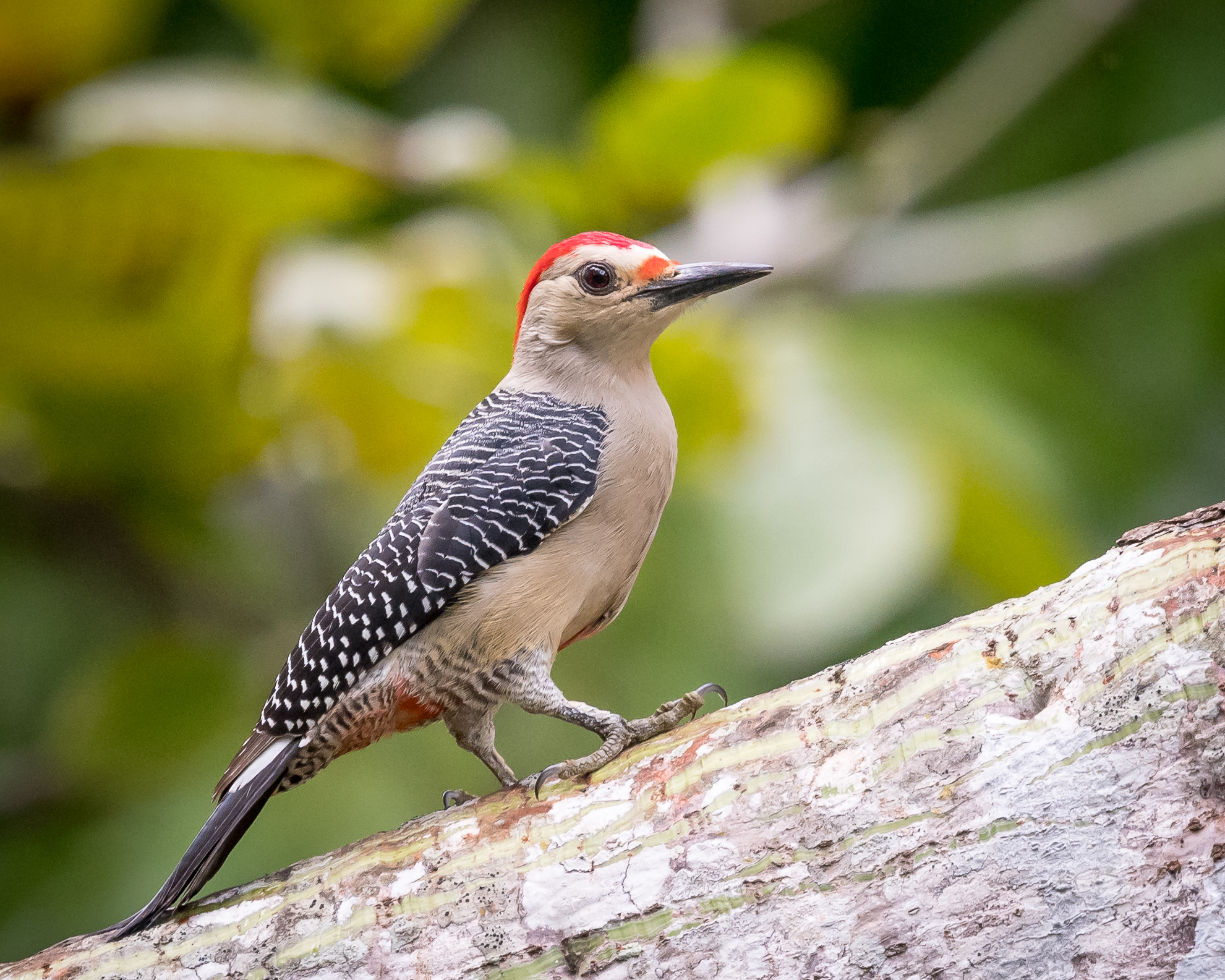
En gulpannad hackspett fotograferad på Yucatánhalvön.

Arten är närbesläktad med karolinaspett och nicaraguaspett och hybridiserar med dem där deras utbredningsområden möts, i norr respektive söder. Hybridisering har också noterats med kaktusspett. Undersökningar visar på en hybridiseringsgrad med karolinaspett på 15,8 % och kaktusspetten 5,8 %. Hybridisering med karolinaspett verkar dock vara begränsad till sydvästra Oklahoma där gulpannad hackspett nyligen etablerat sig.

## Levnadssätt
Arten är vanlig i öppet skogslandskap, lövskog och torra buskmarker, framför allt med inslag av mesquite, ek och popplar. Den födosöker i träd efter insekter och frukt. Sommartid kan vissa fåglar få färg i ansiktet efter att ha ätit kaktusfrukter. Den kan också ses i förorter och stadsparker och besöker då ofta fågelmatningar, särskilt i jakt på apelsiner och sylt. På morgnar och sena eftermiddagar kan de ses ropa från exponerade sittplatser.

### Häckning
Både honan och hanen hackar ut ett bohål i ett träd, vanligen två till sju meter upp i mesquite, pekan, ek, poppel, bäralm, almen Ulmus crassifolia eller asken Fraxinus berlandieriana. Den har också noterats häcka i stolpar. Däri lägger den en till två kullar med fyra till sju ägg.

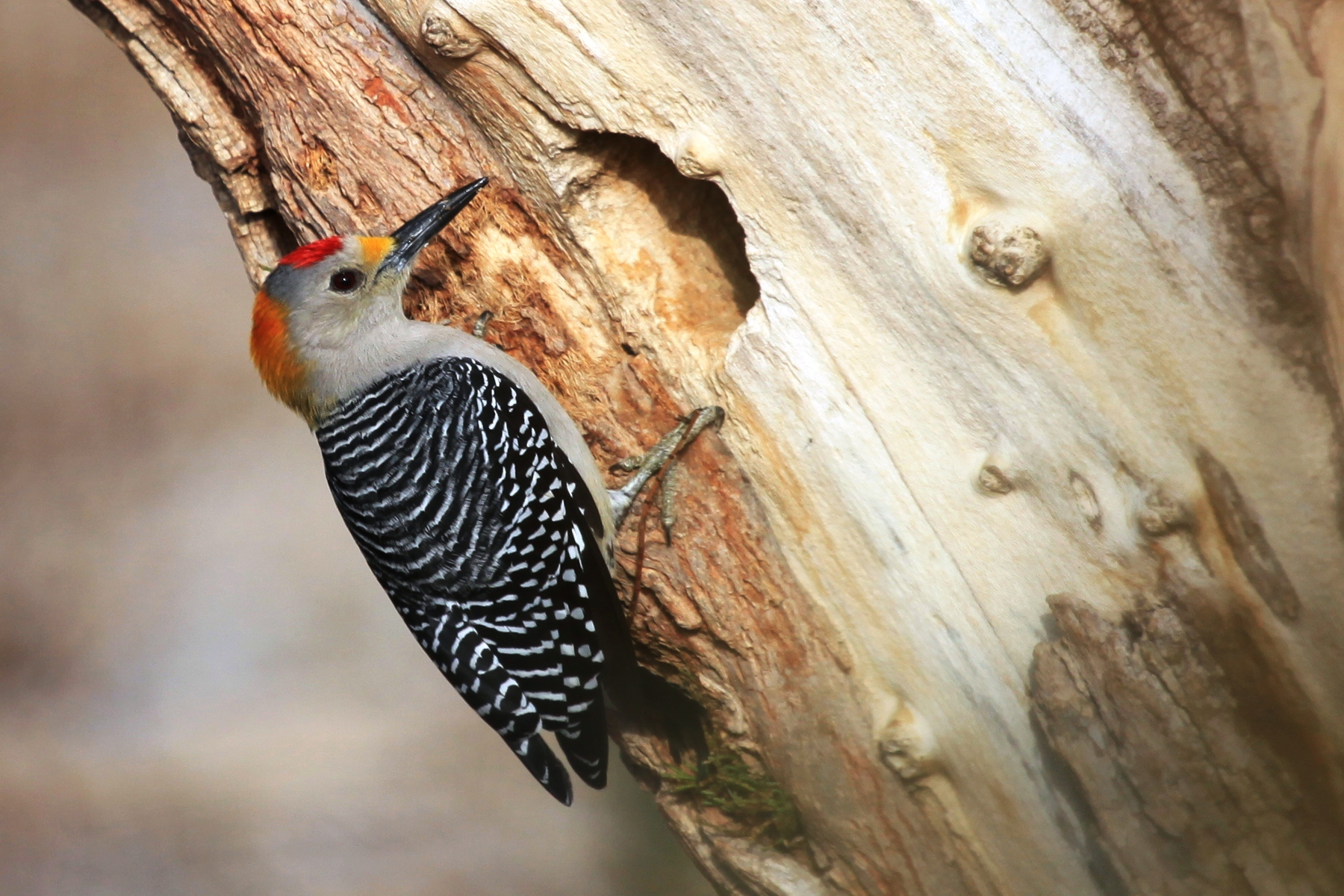

## Status och hot
Arten har ett stort utbredningsområde och en stor population med stabil utveckling och tros inte vara utsatt för något substantiellt hot. Utifrån dessa kriterier kategoriserar internationella naturvårdsunionen IUCN arten som livskraftig (LC). I stora delar av Texas och Oklahoma verkar arten både ha ökat i antal och vidgat sitt utbredningsområde de senaste 40 åren.